# Deutsche Wespe
Die Deutsche Wespe (Vespula germanica) ist eine Art der Kurzkopfwespen (Vespula) und zählt damit zu den Echten Wespen (Vespinae).

## Merkmale

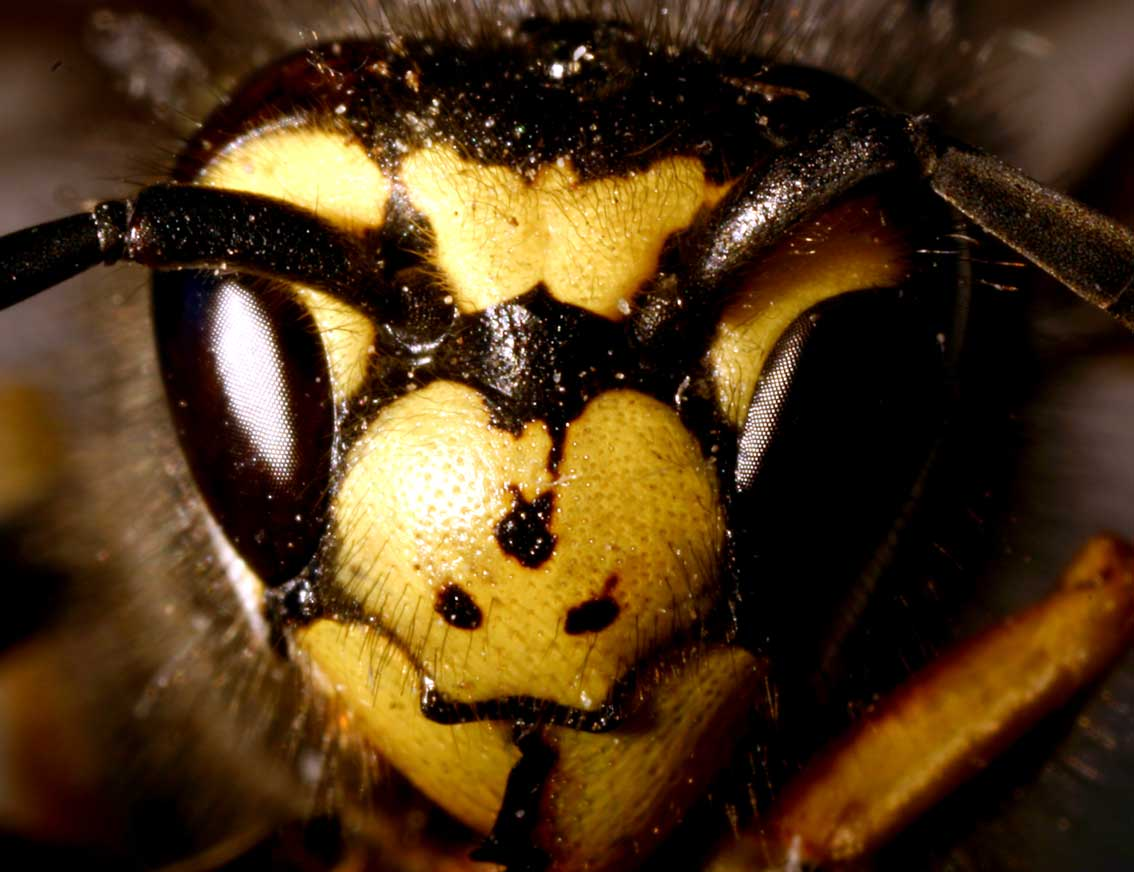
Charakteristische Zeichnung auf dem Kopfschild

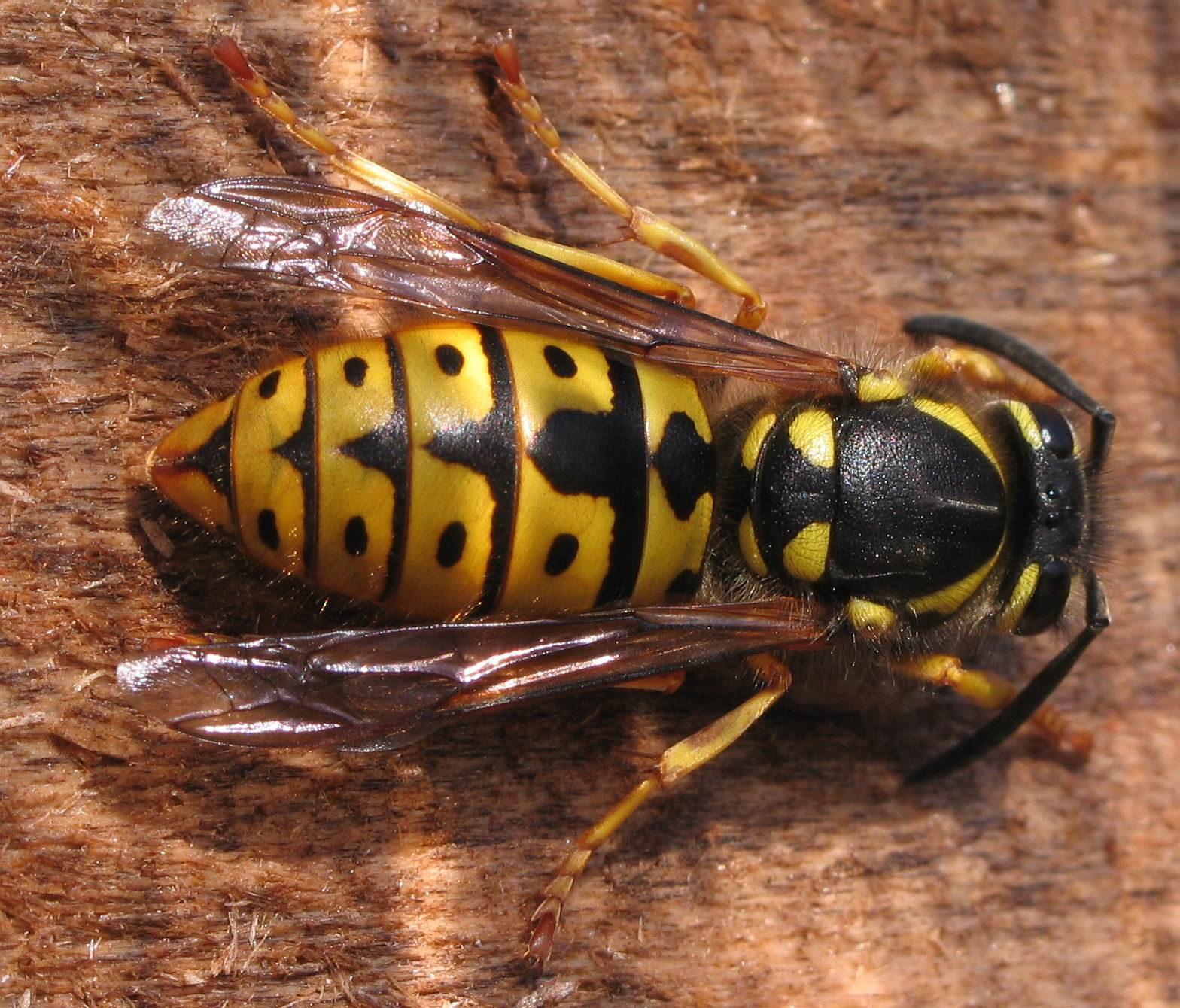
Königin der Deutschen Wespe

Die Königin ist bis zu 20 mm groß, Arbeiterinnen bleiben mit 12 bis 16 mm und Drohnen mit 13 bis 17 mm deutlich kleiner. Sie haben die für Wespen typische schwarz-gelbe Warnfärbung.
Als Unterscheidungsmerkmal zu anderen sozialen Faltenwespen trägt die Deutsche Wespe auf dem Kopfschild, auch Stirnplatte oder Clypeus genannt, eine Zeichnung mit ein bis drei schwarzen Punkten oder einen kleinen geraden, oft etwas unterbrochenen schwarzen Strich.
Wie bei allen Kurzkopfwespen ist auch bei der Deutschen Wespe der schmale, nur 0,2 bis 0,3 mm breite Raum zwischen dem unteren Augenrand und der Oberkiefer-(Mandibel-)Basis gering, welcher bei der Königin und der Arbeiterin nicht größer, beim Männchen nur wenig größer ist als der Durchmesser eines Ocellus (Punktauge) auf dem Scheitel.

## Vorkommen

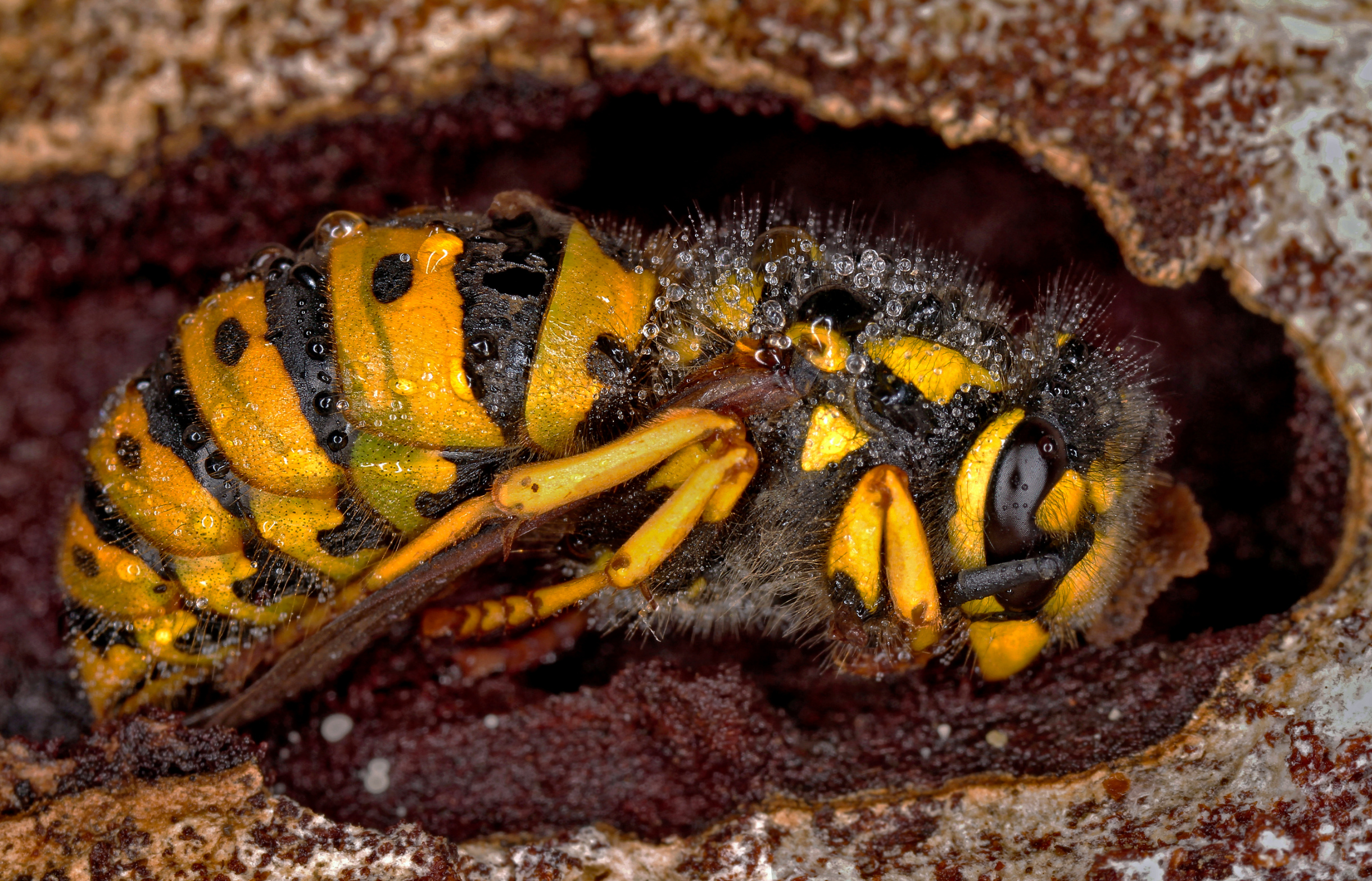
Wespenkönigin in der Winterruhe

Die Deutsche Wespe kommt in fast allen Landschaftsformen vor, häufig auch im menschlichen Siedlungsbereich. Sie bevorzugt zur Anlage ihres Nestes meistens dunkle Hohlräume.
Die Art ist natürlich verbreitet in fast der gesamten Paläarktis: in ganz Europa (nördlich bis Skandinavien), in Nordafrika, in ganz Nordasien, östlich bis Korea, Sachalin und Japan, südlich bis Syrien, Iran, Nordindien, Mittel-China und Taiwan. Darüber hinaus wurde sie eingeschleppt und eingebürgert in den meisten Regionen der Welt mit ähnlichem Klima, so in Island, Nordamerika, im südlichen Südamerika, Südafrika, Australien mit Tasmanien, Neuseeland.

## Lebensweise

### Nestbau und Staatsgründung

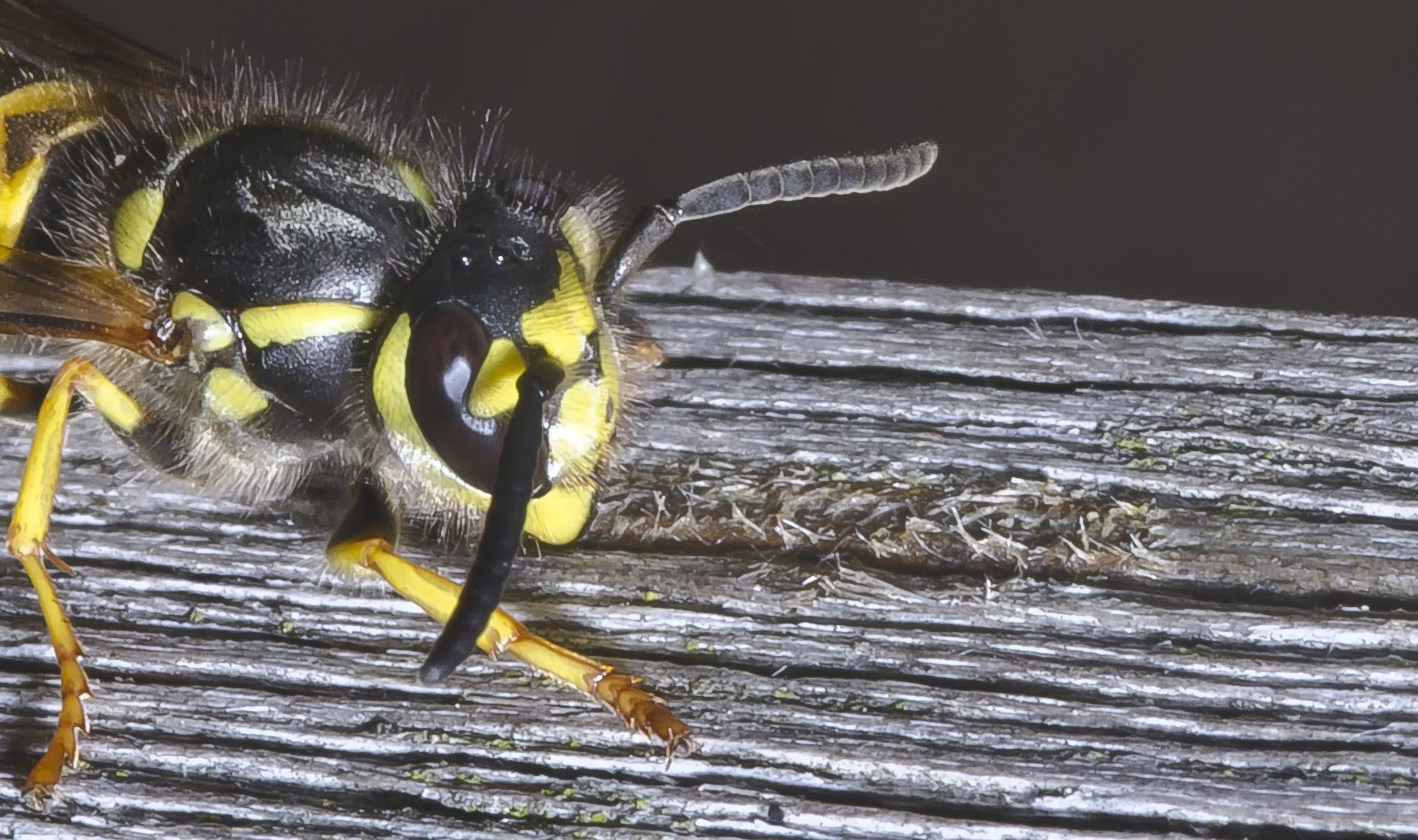
Eine Arbeiterin raspelt Holz für den Nestbau

Die Deutsche Wespe baut ihr Nest oft unterirdisch. Ihre Staaten sind nur einjährig. Die junge Königin, die in einem Schlupfwinkel mit geeignetem Mikroklima überwintert, gründet den Staat also allein. Sie beginnt den Nestbau im Frühjahr meist unterirdisch in vorgefundenen Mäuse- und Maulwurfsgängen, die später zu größeren Höhlen ausgebaut werden; oft aber auch in Gebäuden, beispielsweise in Dachstühlen. An die Decke der Höhle oder des entsprechenden Substrats heftet die Jungkönigin zuerst ein kleines Lampenschirmchen aus zerkauten und eingespeichelten, möglichst mürben Holzfasern. Darunter arbeitet sie eine zierliche Wabe aus etlichen waagerecht nebeneinanderliegenden sechseckigen Zellen ein, die denen der Bienen sehr ähneln. Sie sind jedoch nicht vertikal, sondern horizontal angeordnet, mit der Öffnung nach unten, die Kammerwände sind zudem deutlich dünner und leichter als die der Bienen. Aufgrund der Verwendung von oberflächlich verwittertem Holz, das z. B. von Weidepfählen und Holzzäunen abgenagt wird (wobei man die Wespen gut beobachten kann), ist das Nest von grauer Farbe und unterscheidet sich dadurch von dem der eng verwandten, ähnlichen Gemeinen Wespe, die morsches Holz (verrottende Baumstämme, Äste etc.) verwendet, wodurch deren Nest ein helles, beigefarbenes Aussehen erhält.

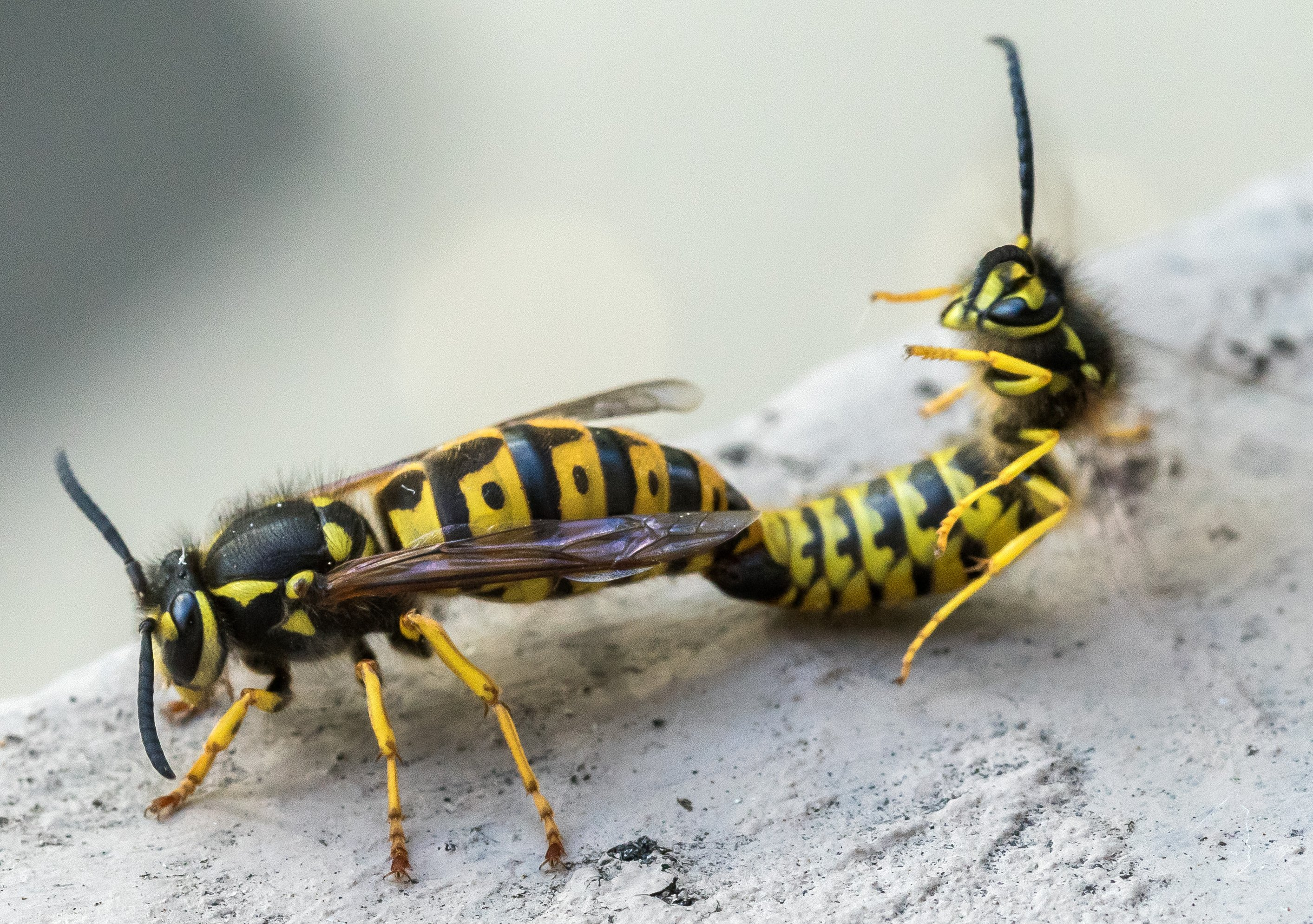
Königin und Drohne bei der Paarung

Im Laufe des Jahres wächst der von einem blättrigen Mantel umgebene Bau bis zu Kürbisgröße an, besteht dann meist aus fünf bis sieben untereinanderhängenden Waben. Der Staat umfasst dann etwa 3.000 bis 4.000 Individuen, in manchen Fällen allerdings durchaus auch bis zu 7.000 Tiere. In Ausnahmefällen wird von riesigen Nestern mit bis zu 2 m Umfang berichtet. In Ländern mit wärmeren Wintern, wo die Deutsche Wespe eingeschleppt wurde und die Völker überwintern können, kommen Nester vor, die mit dann über 10.000 Tieren noch größer werden können.

### Wespenstaat
Ein Wespenstaat ist arbeitsteilig organisiert, das bedeutet, dass die Individuen entweder mit dem Nestbau, der Zellensäuberung, der Larvenfütterung, der Versorgung der Königin oder mit der Nahrungsbeschaffung beschäftigt sind. Die Brutpflege ist so intensiv wie bei den Bienen. Bei den Faltenwespen bekommen die Larven jedoch vorwiegend Insekten zu fressen.